# Codimensie
In de wiskunde is de codimensie  van een deelruimt in een vectorruimte, en meer algemeen van een deelvariëteit binnen een variëteit en geschikte deelverzamelingen van algebraïsche variëteiten, een begrip dat complemetair is aan de dimensie. In het bijzonder voor niet-eindige dimensies, kan de soms eindige codimensie van betekenis zijn.
Het duale concept van codimensie is relatieve dimensie.

## Definitie
Laat {\displaystyle V} een vectorruimte  zijn en {\displaystyle W\subseteq V} een deelruime. Dan is de codimensie  van {\displaystyle W} in {\displaystyle V} gedefinieerd door:
{\displaystyle \mathrm {codim} (W,V)=\dim(V/W)},
dus de dimensie van de quotiëntruimte {\displaystyle V/W}.

## Eigenschap
Als W een deelruimte is van een eindig-dimensionale vectorruimte V, dan geldt:
{\displaystyle \dim(W)+\operatorname {codim} (W)=\dim(V).}
Het is het complement van de dimensie van W in de zin dat de codimensie opgeteld bij de dimensie van W de dimensie van de omgevende ruimte V geeft.
Als N op analoge wijze een deelvariëteit in M is, dan geldt eveneens:
{\displaystyle \dim(N)+\operatorname {codim} (N)=\dim(M).}
Net zoals de dimensie van een deelvariëteit gelijk is aan de dimensie van de raakbundel (het aantal dimensies die je aan de deelvariëteit kan toevoegen), zo is de codimensie gelijk aan de dimensie van de normaalbundel (het aantal dimensies dat men van de deelvariëteit kan afhalen).